# 이희순
이희순(李熙淳, 일본식 이름: 芝山熙淳스바야마 기슌, 1895년 11월 3일 ~ ?)은 일제강점기의 관료로, 본적은 함경북도이다.

## 생애
1916년 수원농림학교를 졸업했으며, 1922년부터 1924년까지 함경북도 길주군 기수, 1925년부터 1926년까지 함경북도 길주군 산업기수로 근무했다. 함경북도 내무부 산업과 속(屬, 1927년 ~ 1930년), 함경북도 내무부 농무과 속(1931년), 함경북도 부령군 속(1932년 ~ 1936년)으로 근무했고 1933년 6월 20일 일본 정부로부터 조선 쇼와 5년 국세 조사 기념장을 받았다.
1936년 8월 11일부터 1939년 6월 20일까지 함경북도 경원군수, 1939년 6월 21일부터 1941년 12월 27일까지 함경북도 명천군수를 역임했으며, 1940년 4월 29일 군용물자 공출과 국방헌금 모집, 일본군 부대 환영 및 환송 등 중일 전쟁에 협력한 공로를 인정받아 일본 정부로부터 훈6등 서보장을 받았다.
1941년 6월 30일 고등관 5등, 1941년 8월 1일 종6위에 각각 서위되었으며, 1941년 12월 27일 의원 면직되었다. 1942년 1월 5일 함경북도 명천군 서면에 신사 설립 허가를 요청한 뒤 설립 허가를 얻어냈다. 민족문제연구소의 친일인명사전 수록자 명단의 관료 부문, 친일반민족행위진상규명위원회가 발표한 친일반민족행위 705인 명단에 포함되었다.

## 참고자료
- 친일반민족행위진상규명위원회 (2009). 〈이희순〉. 《친일반민족행위진상규명 보고서 Ⅳ-14》. 서울. 899~905쪽.